# Лат-Махале-Тіксар
Лат-Махале-Тіксар (перс. لاتمحله تيكسر) — село в Ірані, у дегестані Отаквар, у бахші Отаквар, шагрестані Лянґаруд остану Ґілян. У переписі 2006 року вказане як окремий населений пункт, але без відомостей про чисельність населення.